# 바히라
바히라(아랍어: بحيرى, 시리아어: ܒܚܝܪܐ)는 아시리아의 영지주의 수도사로, 청년기의 무함마드에게 예언자의 길을 제시한 사람으로 알려져 있다.

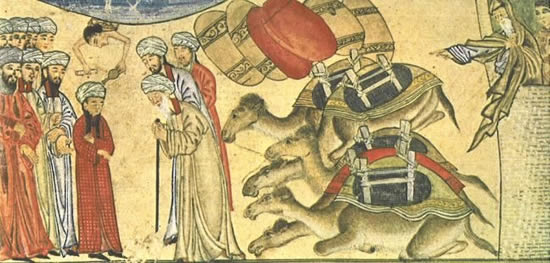
바히라를 만난 무함마드. 라시드 알 딘의 《집사(集史)》에 있는 삽화.

초기의 이슬람 역사가 이븐 히샴 · 이븐 사드 알 바그다디 · 무함마드 이븐 자리르 알타바리 등이 무함마드와 바히르의 만남을 기록하고 있으나, 상세한 부분에 차이가 있다. 그들에 따르면 무함마드는 9세 또는 12세였을 때 그의 백부 아부 탈리브와 함께 낙타 행상을 가던 중 보스라에서 바히라를 만났다. 바히라는 행상을 식사에 초대했고, 거기서 무함마드가 미래에 예언자가 될 것이라고 암시하는 한 기적이 일어난다.